# بلاتینو
بلاتینو (به بلغاری: Blatino) یک منطقهٔ مسکونی در بلغارستان است که در شهرستان دوپنیتسا واقع شده‌است.